# Cecilia Álvarez
Cecilia Concepción Álvarez (San Diego, 15 de abril de 1950) es una artista chicana conocida por sus pinturas al óleo y murales donde desarrolla temas del feminismo, pobreza, degradación ambiental en EE. UU. y Latinoamérica. 
Las Cuatas Diego es uno de los cuadros más famosos y reconocibles de Álvarez, ha aparecido en numerosos libros y exposiciones en todo el mundo. Álvarez también ha ilustrado el texto bilingüe de literatura infantil La tarjeta de Antonio (Antonio's Card) en coautoría con Rigoberto González. Es hija de padre cubano y madre mexicana.  En 1975, Álvarez se instaló en el stado de Washington donde creó la mayoría de su obra artística. Reside y trabaja en Seattle, Washington.

## Algunas obras
- Las Cuatas Diego, 1979
- La Tierra Santa, 1983
- Si Te Puede Pasar a Ti, 1992

### Libros
- Rigoberto González, Cecilia Concepción Álvarez. 2005. Antonio's Card/La Tarjeta de Antonio. Ilustrado por Cecilia Concepción Álvarez. Edición ilustrada de Children's Book Press, 32 pp. ISBN	0892392045 libro en línea

- cecilia concepción Álvarez, gilberto Merlin Bravo. 1992. Colima, artesanías al natural. Editor Gobierno Libre y Soberano de Colima, Secretaría de Planeación y Promoción Económica

- 1989. Sapos y culebras. Editor Ediciones de Uno